# Eric Ambler
Eric Clifford Ambler (Londra, 28 giugno 1909 – Londra, 22 ottobre 1998) è stato uno scrittore e sceneggiatore britannico, autore di thriller, in particolare di romanzi di spionaggio, che introdussero maggiore realismo al genere; per i libri co-scritti con Charles Rodda ha utilizzato lo pseudonimo Eliot Reed.

## Biografia
Ambler nacque a Charlton, nel sud-est di Londra, in una famiglia di artisti che gestiva uno spettacolo di marionette, al quale collaborò nei suoi primi anni. Entrambi i genitori lavoravano anche come artisti di music hall; un'infanzia felice, secondo la sua autobiografia Here Eric Ambler, 1985, dove riporta con umorismo e modestia la prima parte della propria vita. In seguito, studiò ingegneria al Northampton Polytechnic Institute di Islington (ora City, University of London), laureandosi nel 1928, e svolse un tirocinio presso un'azienda di ingegneria. Tuttavia, la sua educazione da artista si rivelò dominante e presto si dedicò alla scrittura di opere teatrali e altre opere. All'inizio degli anni '30, lavorò come copywriter presso un'agenzia pubblicitaria di Londra. Dopo le dimissioni, si trasferì a Parigi, dove incontrò e sposò nel 1939 Louise Crombie, una corrispondente di moda americana.
Ambler era allora politicamente un convinto antifascista e, come molti altri, tendeva a considerare l'Unione Sovietica come l'unico vero contrappeso all'aggressione fascista, il che si rifletteva nel fatto che alcuni dei suoi primi libri includevano agenti sovietici descritti in modo positivo e come personaggi simpatici, indubbi alleati del protagonista.
Come tanti altri occidentali con idee simili in diversi paesi, Ambler rimase scioccato e disilluso dal patto tedesco-sovietico tra Hitler e Stalin dell'agosto 1939. Il suo romanzo anticomunista del dopoguerra, The Deltchev Judgment (1951), basato sui processi farsa stalinisti nell'Europa Orientale, lo fece disprezzare da molti ex membri del Partito Comunista e altri esponenti progressisti che stravedevano per la dittatura dell'URSS.
Allo scoppio della Seconda Guerra Mondiale, Ambler si arruolò nell'esercito come soldato semplice. Fu reclutato nella Royal Artillery nel 1941. Presto riassegnato alle unità fotografiche, scrisse sceneggiature e partecipò alle riprese sui luoghi di battaglia. Nel 1943 Ambler incontra a un party a Londra il regista John Huston, che gli propone di venire con lui in Italia per girare un documentario sulla guerra: nell'autunno di quell'anno, in Campania, assegnati al Servizio fotografico, seguono le truppe Alleate, presto impantanate in sanguinosi scontri dopo lo sbarco ad Anzio e la massiccia resistenza tedesca a Cassino. Huston lodò il comportamento di Ambler nelle sue memorie: «Eric Ambler era uno degli uomini più calmi che abbia mai visto in battaglia. Insouciant è il termine giusto per lui». Concluse la guerra come tenente colonnello e vicedirettore dell'Army Film and Photographic Unit.
Dopo la guerra, egli lavorò nell'industria cinematografica civile come sceneggiatore, ricevendo una nomination all'Oscar per il suo lavoro sul film The Cruel Sea (1953), adattato dal romanzo di Nicholas Monsarrat. Non riprese a scrivere col proprio nome fino al 1951, quando entrò nel secondo dei suoi due distinti periodi nella scrittura. Fu eletto al Detection Club nel 1952, il primo membro a scrivere principalmente thriller piuttosto che i tradizionali romanzi polizieschi della Golden Age.
Decise di rientrare in Europa nel 1958: Ambler divorziò da Crombie a maggio e si risposò lo stesso anno con la britannica Joan Harrison, produttrice cinematografica, sceneggiatrice e collaboratrice di Alfred e Alma Hitchcock. La coppia si trasferì in Svizzera nel 1969 e tornò in Gran Bretagna 16 anni dopo. Harrison morì nel 1994 a Londra. Ambler si spense a Londra il 23 ottobre 1998.

### Attività letteraria
Assurto a maestro del moderno romanzo di spionaggio, Ambler darà un contributo fondamentale ad elevare al rango di letteratura nobile il thriller, un genere che questo autore privilegia poiché gli permette di esprimere le sue opinioni politiche, che lo renderà poi attento a non cadere nell'illusione del comunismo. I suoi libri, minuziosi nelle ricostruzioni ambientali, possiedono una straordinaria dinamica cinematografica, che suggerì altrettanti film emozionanti.
Cinque delle sue prime sei opere sono considerati dei classici del thriller. Ha creato la serie televisiva poliziesca americana Scacco matto del 1960. Continuò a scrivere altri romanzi fino al 1981.
Le opere più note di Ambler sono La maschera di Dimitrios (1939), che fu trasformato in un film omonimo nel 1944, e La luce del giorno (1962), girato nel 1964 come Topkapi. Fu anche uno sceneggiatore di successo e visse a Los Angeles per vari anni. Altri film classici basati sulle sue opere includono Viaggio nella paura (1943), con Joseph Cotten, e una sceneggiatura originale, L'uomo di ottobre (1947). Scrisse la sceneggiatura di Una notte da ricordare sull'affondamento del Titanic, insieme a molte altre sceneggiature, in particolare quelle riguardanti storie e avventure in mare. Pubblicò la sua autobiografia nel 1985, Here Lies.
A differenza della maggior parte degli altri romanzi di spionaggio pubblicati prima di lui, i protagonisti dei romanzi di Ambler sono raramente spie professioniste, poliziotti o agenti del controspionaggio. Di solito sono dilettanti, persone ordinarie, che si ritrovano, loro malgrado, in compagnia di criminali incalliti, rivoluzionari o spie. Il protagonista, un antieroe, inizia solitamente in una situazione di disagio, sballottato da forze più grandi di loro, ma alla fine riesce comunque a sorprendere sé stesso e i professionisti con azioni decisive che surclassano in astuzia i suoi avversari ben più esperti e scafati.
Questa trama viene utilizzata, ad esempio, in Viaggio nella paura, Epitaffio per una spia, La maschera di Dimitrios, The Night-Comers/Stato d'assedio, Passaggio d'armi, La luce del giorno, Dirty Story, Il Levantino e Doctor Frigo.
Un altro elemento ricorrente della trama è l’apolidia e l’esilio: personaggi che vengono esiliati dalle loro terre d’origine o che affrontano il pericolo di essere esiliati e di non poter risiedere in nessun paese.

### Influenza culturale
Impregnato da umorismo e brio tutti britannici e da una scrittura inappuntabile, con altri scrittori coevi come Somerset Maugham e Graham Greene ha portato l'intrigo internazionale a dignità d'arte. 
Molti autori di thriller internazionali hanno riconosciuto un debito nei confronti di Ambler: Ian Fleming, coi suoi personaggi errabondi ed efficienti che hanno precorso James Bond"; John le Carré, Julian Symons, Alan Furst e Frederick Forsyth.

## Opere

### Romanzi
Al titolo italiano della traduzione, segue fra parentesi il o i titoli originali. Poi si segnala, fra parentesi quadre, l'eventuale primo titolo italiano apparso, oggi abbandonato.
- La frontiera proibita (The Dark Frontier, 1936), trad. Giorgio Manganelli, Milano, Garzanti, 1958; Collana Giallo & Nero n.14, Milano, Hobby & Work, 1997; Collana gli Adelphi n.300, Milano, Adelphi, 2007, ISBN 978-88-459-2135-3.
- Un pericolo insolito (Uncommon Danger, 1937; titolo negli USA: Background to Danger), Milano, Garzanti, 1953, 1968.
- Epitaffio per una spia (Epitaph for a Spy, 1938), Milano, Garzanti, 1953, 1967; Milano, Mondadori, 1990; trad. Franco Salvatorelli, Collana gli Adelphi n.187, Milano, Adelphi, 2001, ISBN 978-88-459-1612-0.
- Motivo d'allarme (Cause for Alarm, 1938), [Spia per forza] Il Romanzo per tutti, 1951; trad. Franco Salvatorelli, Collana gli Adelphi n.279, Milano, Adelphi, 2006, ISBN 978-88-459-2031-8.
- La maschera di Dimitrios (The Mask of Dimitrios, 1939; negli USA col titolo: A Coffin for Dimitrios), [A caccia di un'ombra] Collana Il Giallo Mondadori n.70, Milano, Mondadori, 1949; trad. Hilja Brinis, Mondadori, 1967; trad. Franco Salvatorelli, Collana gli Adelphi n.170, Milano, Adelphi, 2000, ISBN 978-88-459-1542-0.
- Viaggio nella paura (Journey into Fear, 1940), trad. Mariagrazia Gini, Collana Fabula n.284, Milano, Adelphi, 2015, ISBN 978-88-459-2979-3.
- Il processo Deltchev (Judgment on Deltchev, 1951), [Uno strano processo] trad. Bruno Tasso, Milano, Garzanti, 1953, 1976; trad. Franco Salvatorelli, Collana Gli Adelphi n.206 Milano, Adelphi, 2002, ISBN 978-88-459-1688-5.
- Il caso Schirmer (The Schirmer Inheritance, 1953), [col titolo L'eredità Schirmer], trad. Giorgio Manganelli, Milano, Garzanti, 1955; Collana Gli Adelphi n.151, Milano, Adelphi, 1999, ISBN 978-88-459-1459-1.
- Quelli che vengono di notte (The Night-Comers, 1956; anche col titolo State of Siege), I Romanzi del Corriere, 1959.
- Armi ai ribelli (Passage of Arms, 1959), I Romanzi del Corriere, 1960. Vincitore del Gold Dagger Award
- Topkapi - La luce del giorno (The Light of Day, 1962; anche col titolo Topkapi), trad. Bruno Oddera, Collana Oscar n.7, Milano, Mondadori, 1965, Mondadori, 1990; Topkapı, trad. Mariagrazia Gini, Collana Fabula n.306, Milano, Adelphi, 2016, ISBN 978-88-459-3089-8. Vincitore dell'Edgar Award for Best Novel nel 1964.
- Una rabbia nuova (A Kind of Anger, 1964), Milano, Bompiani, 1965; Milano, Mondadori, 1993.
- Una sporca storia (Dirty Story, 1967; anche col titolo This Gun For Hire), trad. Laura Grimaldi, Collana Scrittori italiani e stranieri, Milano, Mondadori, 1969; Collana I capolavori di Segretissimo n.16, Mondadori.
- Ricatto internazionale (The Intercom Conspiracy, 1969; anche col titolo The Quiet Conspiracy), trad. Maria Luisa Bocchino, Collana Medusa n.534, Milano, Mondadori, 1970.
- Il levantino (The Levanter, 1972), trad. Bruno Oddera, Collana Scrittori italiani e stranieri, Milano, Mondadori, 1973, 1991; trad. Franco Salvatorelli, Collana gli Adelphi n.320, Milano, Adelphi, 2008, ISBN 978-88-459-2242-8. Vincitore del Gold Dagger Award
- Doctor Frigo (Doctor Frigo, 1974), trad. Maria Luisa Bocchino, Collana Omnibus, Milano, Mondadori, 1976; Nota introduttiva di Ferruccio Fölkel, Collana Oscar, Mondadori, 1981-1993.
- Non più rose (Send No More Roses, 1977; negli USA col titolo: The Siege of the Villa Lipp), trad. Riccardo Calzeroni, Collana Omnibus, Milano, Mondadori, 1978.
- Tempo scaduto (The Care of Time, 1981), [Mancanza di tempo] Milano, Rizzoli, 1985; trad. Andrea Terzi, Collana gli Adelphi n.251, Milano, Adelphi, 2004, ISBN 978-88-459-1878-0.

### Racconti e memorie
- Saper uccidere (The Ability to Kill: and Other Pieces, 1963).
- To Catch A Spy (raccolta antologica, 1964).
- Here Lies Eric Ambler: An Autobiography (1985). Vincitore dell'Edgar Award for Best Critical/Biographical Work, 1987.
- Czissar contro Scotland Yard e altri racconti (Waiting for Orders, 1991), Milano, Mursia, 2011.
  - Contiene 8 storie scritte in maggioranza nel 1939–40 mentre Ambler attendeva di esser chiamato al servizio militare:
  - "The Intrusions of Dr. Czissar". Sei ingegnose detective stories con protagonista il Dr. Jan Czissar, un rifugiato ceco, ex investigatore della polizia di Praga.
  - "The Army of the Shadows". Una storia di suspense story su un chirurgo inglese in viaggio sulle Alpi Svizzere che finisce invischiato negli intrighi antinazisti anteguerra. [pubblicata originariamente nel 1939, in The Queen's Book of the Red Cross]
  - "The Blood Bargain". Una suspense story su un dittatore Latino Americano che, abilmente, ottiene il rilascio dai ribelli ma poi si trova in un pericoloso esilio.
- The Story so Far: Memories and Other Fictions, (1993). 9 storie autobiografiche che coprono differenti periodi della vita di Ambler.

### con lo pseudonimo Eliot Reed (con Charles Ronda)
- Skytip (1950)
- Tender to Danger (1951), pubblicato anche col titolo Tender to Moonlight
- The Maras Affair (1953)
- Charter to Danger (1954)
- Passport to Panic (1958)

## Adattamenti cinematografici
- Terrore sul Mar Nero (Journey Into fear, 1943), regia di Norman Foster e Orson Welles, tratto dal romanzo Un viaggio nella paura.
- Background to Danger (1943), dal romanzo Uncommon Danger
- Hotel Reserve (1944), dal romanzo Epitaffio per una spia
- La maschera di Dimitrios (The Mask of Dimitrios) regia di Jean Negulesco (1944)
- Prigioniero della paura (The October Man) regia di Roy Ward Baker (1947)
- Climax!: Epitaph for a Spy (1954, episodio di serie TV basato su Epitaffio per una spia)
- Climax!: Journey into Fear (1956, episodio di serie TV basato sul Un viaggio nella paura)
- The Schirmer Inheritance (1957, miniserie TV basata su The Schirmer Inheritance)
- Moment of Fear: A Touch of Guilt (1960, episodio de serie TV basato su Judgment on Deltchev)
- Epitaph for a Spy (1963, miniserie TV basata su Epitaph for a Spy)
- Topkapi (Topkapi), regia di Jules Dassin (1964), dal romanzo The Light of Day
- Journey into Fear: Seller's Market (1966, episodio pilota TV mai andato in onda)
- La rotta del terrore (Journey into Fear) regia di Daniel Mann (1975)
- Ricatto internazionale (Italia, 1980, miniserie TV basata sul romanzo The Intercom Conspiracy)
- Eine Art von Zorn (Germania Occidentale, 1984, basata sul romanzo A Kind of Anger)
- A Quiet Conspiracy (1989, miniserie TV basata su The Intercom Conspiracy)
- The Care of Time (1990, basata su The Care of Time)

## Sceneggiature

### Film
- The New Lot (1943)
- The Way Ahead (1944)
- The October Man (1947)
- The Passionate Friends (1949, basato sul romanzo The Passionate Friends di H. G. Wells)
- Highly Dangerous (1950)
- The Clouded Yellow (non accreditato) (1950, sceneggiatura di Janet Green)
- The Magic Box (1951)
- Encore (1951, basato su racconti di William Somerset Maugham)
- The Promoter, conosciuta anche come The Card (1952, basato sul romanzo The Card di Arnold Bennett)
- The Cruel Sea (1953, basato sul romanzo The Cruel Sea di Nicholas Monsarrat)
- Shoot First, anche conosciuta come Rough Shoot (1953, basata sul romanzo di Geoffrey Household)
- Pianura rossa (The Purple Plain) regia di Robert Parrish (1954), basato sul romanzo omonimo di H. E. Bates
- Lease of Life (1954)
- Yangtse Incident: The Story of H.M.S. Amethyst (1957, basato sul libro di Lawrence Earl)
- A Night to Remember (1958, basato sul libro A Night to Remember, di Walter Lord)
- Titanic, latitudine 41 Nord (Titanic) regia di Roy Ward Baker (1958)
- I giganti del mare (The Wreck of Mary Deare) regia di Michael Anderson (1959, basato sul romanzo The Wreck of the Mary Deare, di Hammond Innes)
- Mutiny on the Bounty (non accreditato) (1962)

### TV
- Checkmate (1960) serie televisiva
- Alfred Hitchcock Presents: Act of Faith (episodio, 1962)
- Love Hate Love (film TV, 1970)

## Premi letterari
- Nel 1959 vince il premio Crossed Red Herring Award col romanzo Passage of Arms[4].
- Nel 1964 vince il premio Edgar Award col romanzo The Light of Day[5][6].
- Nel 1972 vince il premio Gold Dagger Award col romanzo The Levanter[7].
- Nel 1975 vince il premio Mystery Writers of America[8].
- Nel 1986 vince il premio Cartier Diamond Dagger[9].